# ラッキープラザ (シンガポール)
座標: 北緯1度18分16.11秒 東経103度50分01.88秒 / 北緯1.3044750度 東経103.8338556度

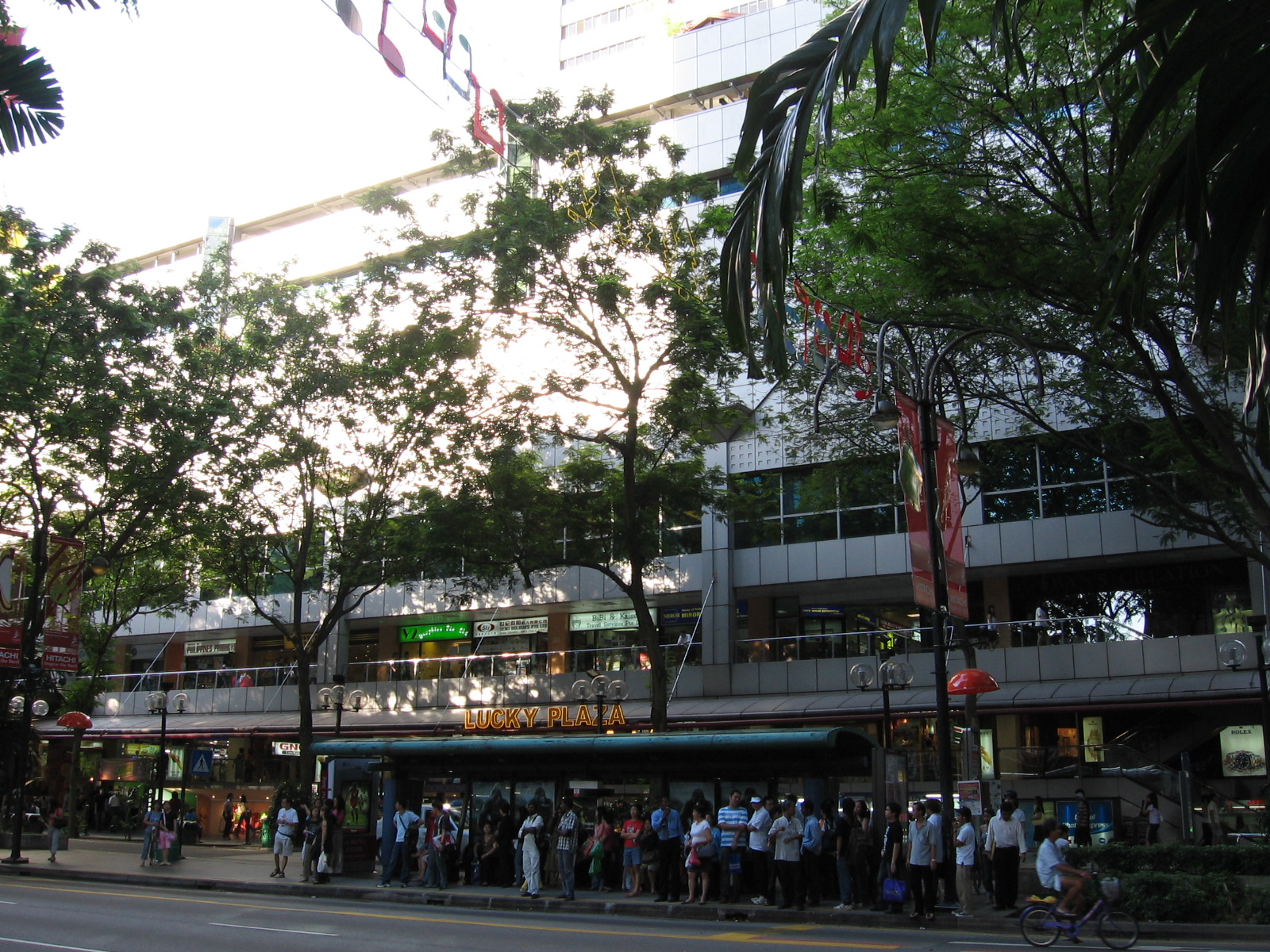
オーチャード・ロードに面したラッキープラザの正面入り口とその前のバス停

ラッキープラザ (英語: Lucky Plaza, 華語: 幸運商業中心, タガログ語: Plasa ng Suwerte)は、シンガポールのオーチャード・ロードのにあるショッピングセンター。ラッキープラザは、在シンガポール・フィリピン人にとって文化的な中心地である。
ラッキープラザは、開発業者であるファーイースト・オーガニゼーション社の手によって1981年に建てられた。全盛期においては、シンガポールにおいておおいに成功したショッピングセンターの一つであった。

## 建築様式
ラッキープラザの成功は、観光地であるオーチャード・ロードの中ほどにあるというロケーションと同様、BEP Akitek社の建築士によるオープン・バーチャル・バザールというコンセプトによるところが大きい。
ラッキープラザが一等地に立地していることで、伝統的なアーケード様式による重層的な一連のギャラリーが上下階で垂直に並び、広いオープンスペース周辺のエスカレーターとガラス張りのエレベーターによって各階を連結する、というアイデアを生み出した。建物内の歩行者用通路は、外部や背後の駐車場など適度に便利な場所に連結している。
建物は、オーチャード・ロードから引っ込んだところに建てられている。自動車や歩行者のために空間が確保されているものの、人びとと自動車、タクシーなどで非常に混雑している。

## 設備

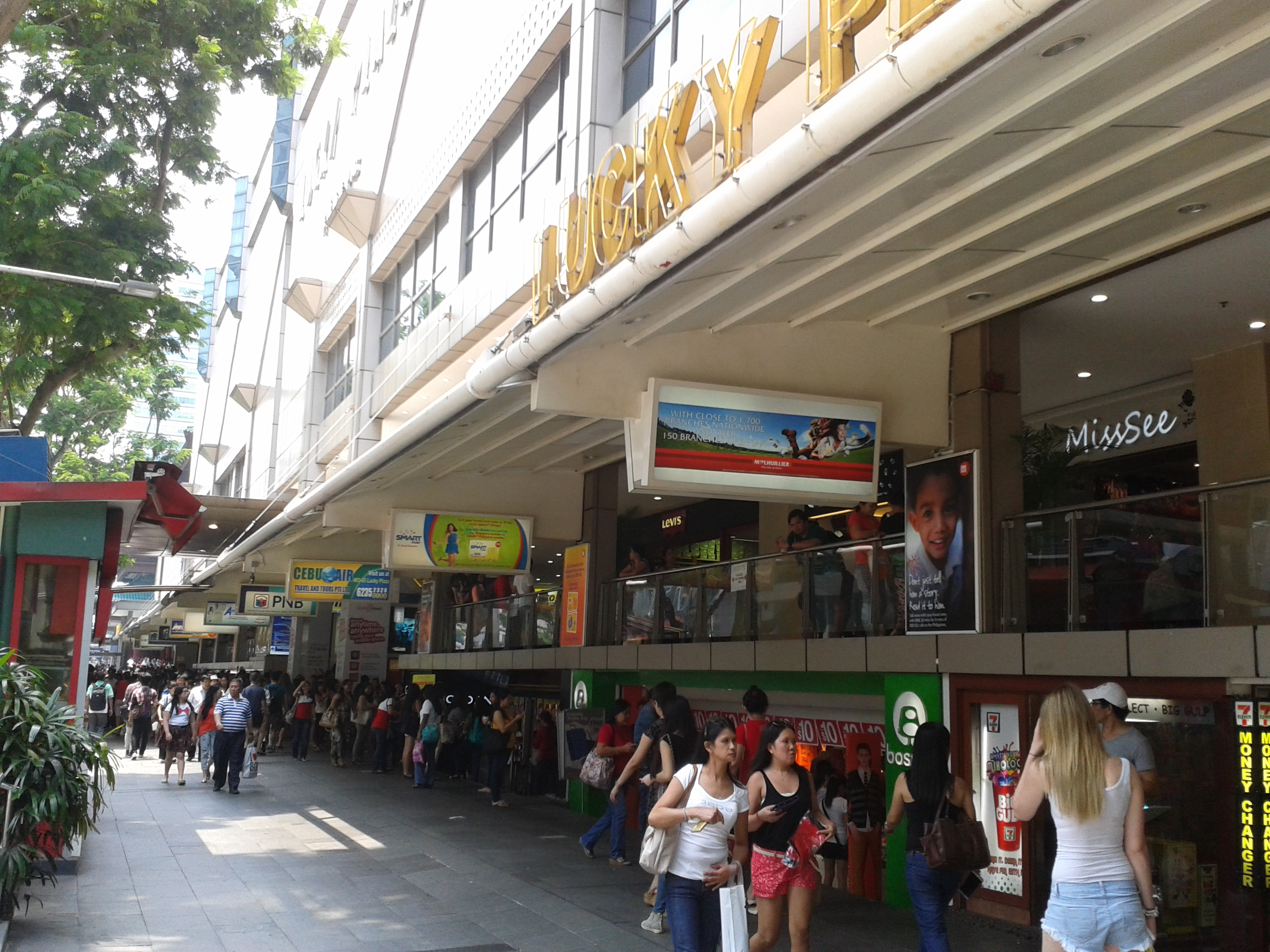
モールではシンガポール在住のフィリピン人労働者のための商品やサービスが揃っている

ラッキープラザは、フィリピン産製品、電化製品、靴、スポーツグッズを扱うショップが幅広く集まっている。上層階には、バー、ナイトスポット、病院が入居している。ラッキープラザは、シンガポールのフィリピン人コミュニティのハブであり、特に日曜日ともなるとフィリピン人家事労働者が軽食を求めてモールの内外に集まっている。
地下には、安価なフードコートがある。他にもファーストフード店や、インドネシア料理店であるアヤム・プニュ・リア (Ayam Penyet Ria) の本店などがある。また、フィリピン資本のファーストフード店であるジョリビーのシンガポールで唯一の出店がここラッキープラザで、2014年11月にフィリピンのアキノ大統領がシンガポールを訪問した際は、同店に足を運び食事を行った。

## その他
シンガポールの映画監督であるケン・クェック監督作品であるUnlucky Plazaは、ラッキープラザが舞台となっている映画である。